# Diplovertebron
Diplovertebron byl rod embolomerního obojživelníka žijícího na území České republiky v období pozdního karbonu (mladší prvohory, asi před 310 miliony let). Žil v bažinách v okolí Nýřan (okres Plzeň-sever), kde byly nalezeny jeho zkamenělé pozůstatky.

## Popis

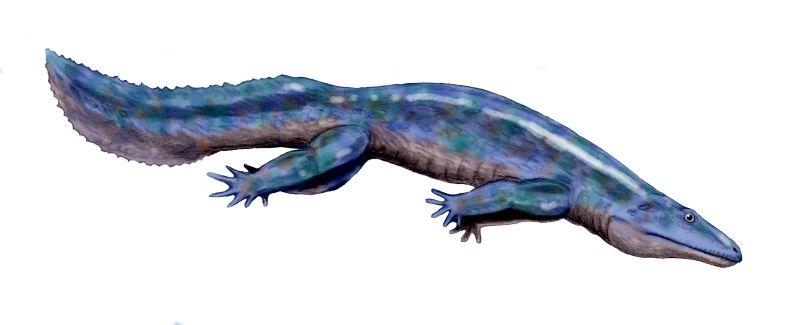
Obrazová rekonstrukce

Diplovertebron byl středně velký predátor dosahující délky asi 50 cm. Předpokládá se, že byl částečně nebo úplně přizpůsobený životu ve vodě podobně jako další obojživelníci z řádu Embolomeri. Vzhledově připomínal rod Gephyrostegus, který ovšem trávil většinu života na souši. Živil se lovem ryb a dalších obojživelníků.

## Historie
Zkameněliny diplovertebrona nalezl významný český paleontolog Antonín Frič na konci 19. století společně s mnoha dalšími tetrapody. Pozůstatky se skládají z disartikulovaných koster uzavřených ve dvou uhelných deskách. Během let byl Diplovertebron zaměňován s podobnými rody jako Nummulosaurus (N. kolbii? byl přeřazen do řádu Embolomeri) nebo Gephyrostegus.